# My starry boy
「my starry boy」（マイ・スターリー・ボーイ）は、中原麻衣の6枚目のシングル。2010年2月10日にMellow Headから発売された。

## 解説
前作「Sweet Madrigal」から約4ヶ月ぶりとなるシングル。表題曲「my starry boy」は、テレビアニメ『れでぃ×ばと!』のエンディングテーマとして使用された。表題曲にタイアップが付くのは『アネモネ』以来2作ぶり。今作もメインレーベル以外（Mellow Head）でのリリースである。

## 収録曲
（全作詞：こだまさおり）
1. my starry boy [4:23]
作曲:小松寛史、編曲：渡辺和紀
  - テレビアニメ『れでぃ×ばと!』エンディングテーマ
2. 青イ鳥、消エタ [4:19]
作曲:TSUKASA、編曲:川端良征
3. my starry boy（off vocal）
4. 青イ鳥、消エタ（off vocal）

## 収録アルバム
| 曲名           | アルバム           | 発売日        | 備考                  |
| -------------- | ------------------ | ------------- | --------------------- |
| my starry boy  | 『彗星スクリプト』 | 2010年9月22日 | 3rdオリジナルアルバム |
| 青イ鳥、消エタ | 『彗星スクリプト』 | 2010年9月22日 | 3rdオリジナルアルバム |